# PR-486
A Rodovia PR-486 é uma estrada pertencente ao governo do Paraná que ligam as rodovias BR-467, no município de Cascavel, e PR-323, na localidade de Cedro, município de Perobal.

## Características da rodovia
A rodovia possui uma extensão total de aproximadamente 116,45 quilômetros, incluindo 20 quilômetros de trecho apenas planejado, podendo ser dividida em cinco trechos, conforme listados a seguir:
| Ponto de referência                               | Extensão do trecho | Extensão acumulada | Situação    |
| ------------------------------------------------- | ------------------ | ------------------ | ----------- |
| Entroncamento BR-467                              | ---                | 0 km               | ---         |
| Entroncamento PR-581 (localidade de Jotaesse)     | 34,3 km            | 34,3 km            | Pavimentado |
| Entroncamento PR-239/PR-317 (Assis Chateaubriand) | 20,0 km            | 54,3 km            | Planejado   |
| Entroncamento PR-490 (Brasilândia do Sul)         | 23,1 km            | 77,4 km            | Pavimentado |
| Entroncamento PR-681 (acesso a Alto Piquiri)      | 25,5 km            | 102,9 km           | Pavimentado |
| Entroncamento PR-323 (localidade de Cedro)        | 13,55 km           | 116,45 km          | Pavimentado |

Extensão construída: 96,45 quilômetros (100% pavimentada)
Extensão planejada: 20 quilômetros